# Mikania
Mikania ist eine Pflanzengattung in der Familie der Korbblütler (Asteraceae). Die 430 bis 450 Arten besitzen eine überwiegend neotropische Verbreitung, nur neun Arten sind in der Paläotropis beheimatet.

## Beschreibung

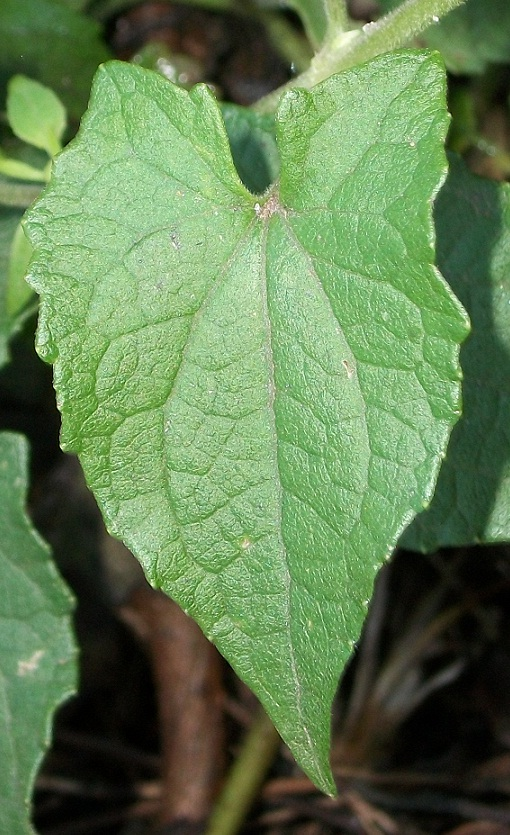
Einfaches, pfeilförmiges Laubblatt von Mikania natalensis, Blattoberseite, mit fünf Hauptnerven, die an der herzförmigen Spreitenbasis entspringen.

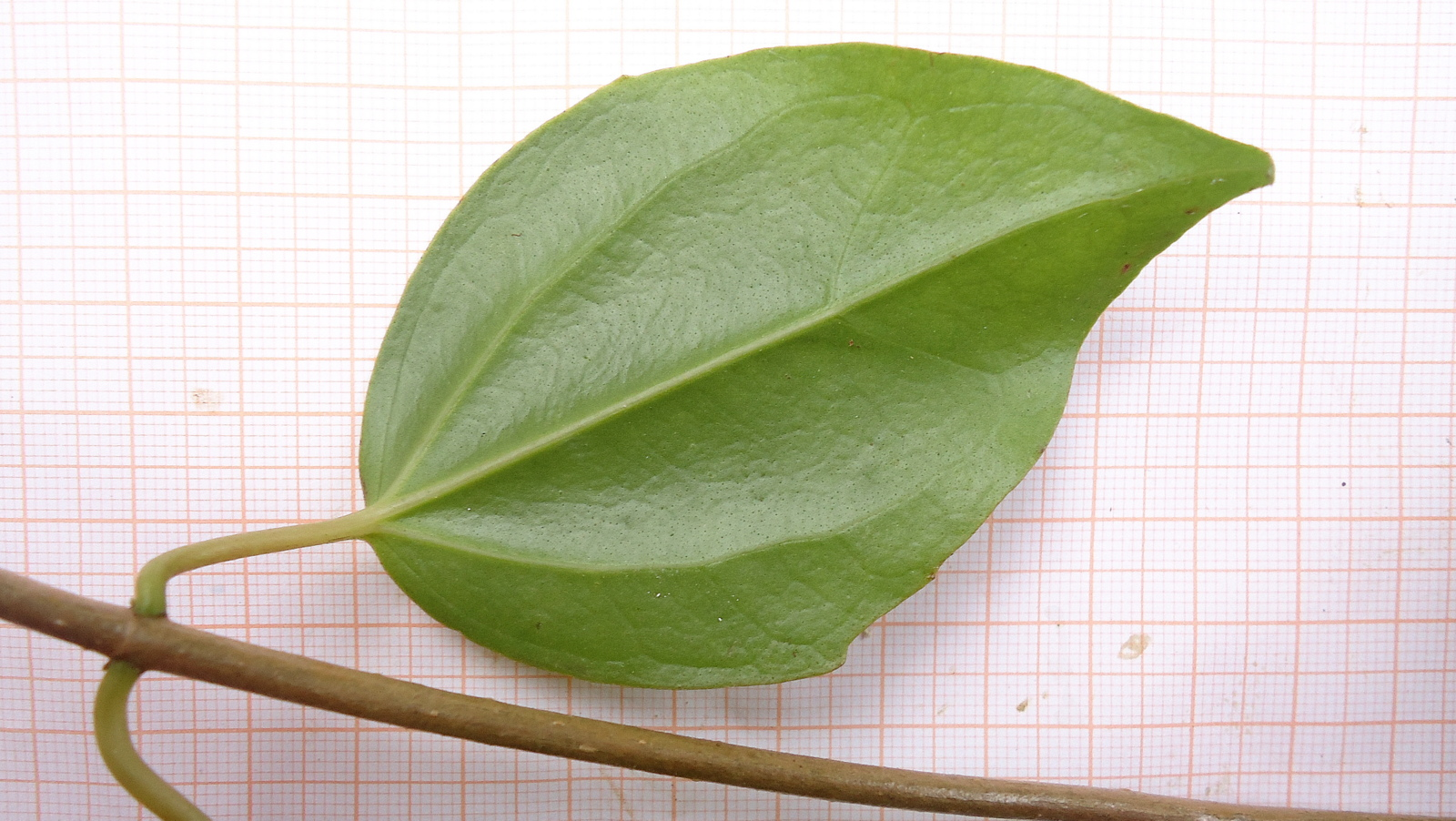
Einfaches, verkehrt-eiförmiges Laubblatt von Mikania obovata, Blattunterseite, mit drei Hauptnerven, die an der Spreitenbasis entspringen.

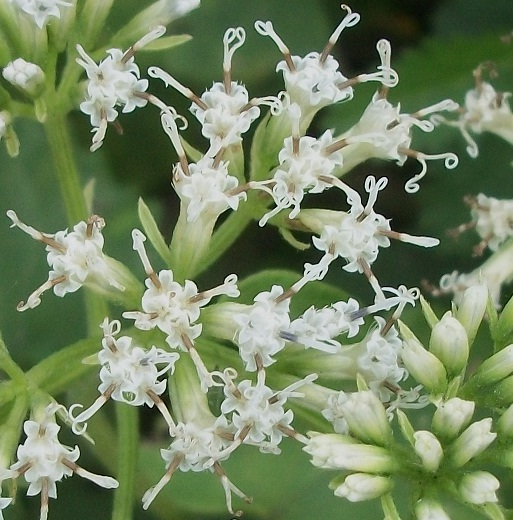
Ausschnitt eines Blütenstandes von Mikania natalensis mit Blütenkörbchen im Detail

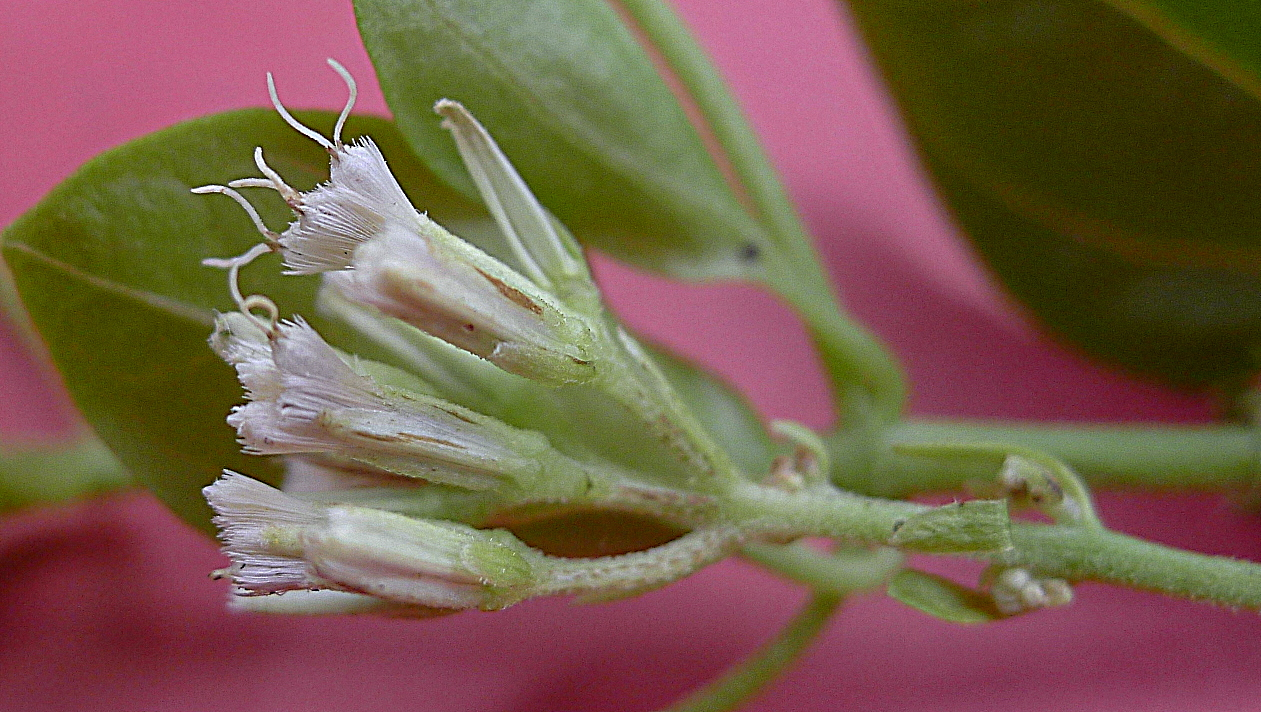
Blütenstand von Mikania obovata mit Blütenkörbchen im Detail, gut zu erkennen sind die vier Hüllblätter, die Blütenkronen und die zwei weit herausragenden Griffeläste.

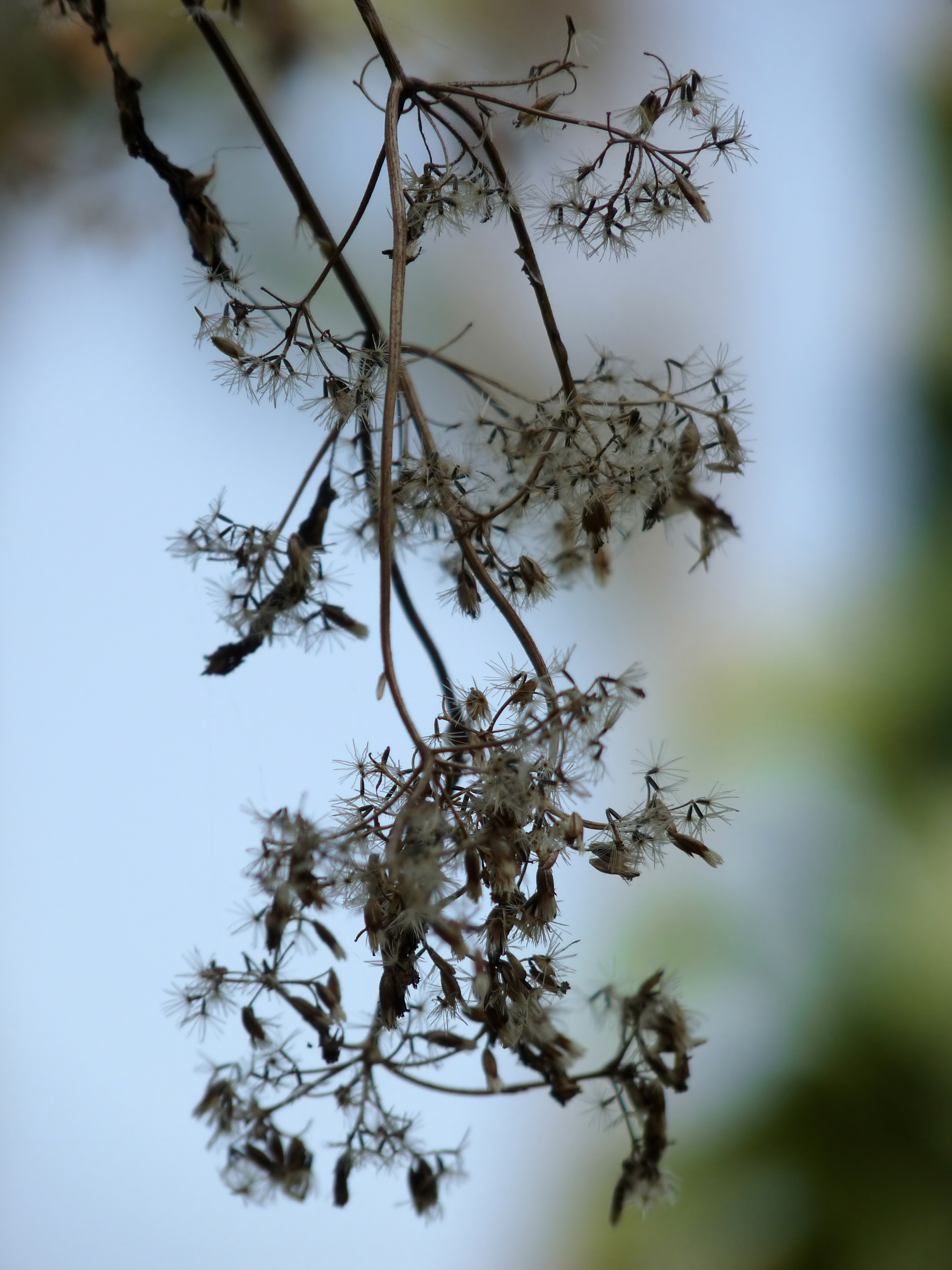
Fruchtstände von Mikania micrantha mit Achänen und Pappus

### Erscheinungsbild und Laubblätter
Die Mikania-Arten sind verholzende oder ausdauernde krautige Pflanzen. Sie wachsen meist als Lianen, kletternde Sträucher oder Halbsträucher und erreichen Wuchshöhen von 3 bis über 15 Meter. Es gibt aber auch einige selbstständig aufrecht wachsende Halbsträucher oder ausdauernde krautige Pflanzen. Die selbstständig aufrechten, windenden oder klimmenden Sprossachsen sind stielrund, gerillt, vier- bis sechskantig oder manchmal geflügelt und moderat verzweigt. Nie werden grundständige Blattrosetten gebildet.
Die meist gegenständig oder manchmal wirtelig an der Sprossachse angeordneten Laubblätter sind sitzend oder meist (kurz bis lang) gestielt. Die einfache, häutige bis ledrige Blattspreite ist linealisch, dreieckig, mehr oder weniger eiförmig bis deltaförmig-eiförmig mit schmaler bis herzförmiger Spreitenbasis. Der Blattrand ist glatt, gewellt bis gezähnt oder gelappt. Es liegt Fiedernervatur vor, auf den Blattflächen sind drei bis selten sieben Hauptnerven erkennbar. Die Blattspreiten sind kahl oder flaumig bis wollig behaart sowie oft drüsig punktiert.

### Blütenstände, Blüten und Früchte
Endständig auf den Sprossachsen oder auf den Seitenzweigen befinden sich in zymösen, schirmtraubigen oder schirmrispigen Gesamtblütenständen die sitzenden oder gestielten körbchenförmigen Teilblütenstände. Meist befinden sich die Blütenkörbchen jeweils über einem Tragblatt. Sie ist die einzige Gattung der Tribus Eupatorieae mit so einheitlichem Aufbau der Blütenkörbchen. Die Blütenkörbchen sind scheibenförmig und der Körbchenboden (Rezeptaculum) ist flach. Es sind keine Spreublätter vorhanden. In einem bei einem Durchmesser von meist 2 bis 3 (1 bis 4) Millimeter mehr oder weniger zylindrischen Involucrum stehen in zwei Reihen nur vier fast gleichgeformte, haltbare Hüllblätter (Involucralblätter), wobei das äußere Paar das innere dachziegelartig überdeckt. Die Hüllblätter sind lanzettlich, linealisch oder länglich oft mit einer verdickten Basis. Es sind keine Zungenblüten (Strahlenblüten) vorhanden.
Jedes Blütenkörbchen enthält nur vier Röhrenblüten (= Scheibenblüten), die alle fertil und meist zwittrig sind. Nur die acht Arten des Mikania swartziana-Komplexes (Mikania alba, Mikania hioramii, Mikania lepidophora, Mikania papillosa, Mikania polycephala, Mikania swartziana, Mikania tenella, Mikania venosa) sind zweihäusig getrenntgeschlechtig (diözisch); alle Arten dieser Verwandtschaftsgruppe sind Endemiten auf den Inseln der Großen Antillen. Die fünf meist weißen, manchmal rosa- bis purpurfarbenen Kronblätter sind zu einer trichterförmigen Kronröhre verwachsen, die sich oben mehr oder weniger breit glockenförmig weitet und mit kaum bis deutlich erkennbaren fünf lang linealischen bis kurz dreieckigen Kronzähnen endet. Die Kronblätter sind außen kahl bis fein oder drüsig behaart und innen können sie papillös sein. Die Staubblattröhren überragen die Kronröhre. Die Staubbeutel besitzen an ihrem oberen Ende Anhängsel, die mindestens so lang wie breit sind. Der kahle oder manchmal papillöse Griffel ist mindestens an seiner Basis verdickt. Die, die Kronröhre überragenden, zwei Griffeläste sind mehr oder weniger fadenförmig bis am oberen Ende kaum keulenförmig und kaum bis stark papillös.
Die prismatischen Achänen sind vier- bis zehnrippig mit kahler oder flaumig behaarter, manchmal drüsig punktierter Oberfläche. Der haltbare Pappus besteht aus in ein oder zwei Reihen stehenden selten 20 bis meist 30 bis 60 freier oder an ihrer Basis verwachsenen Pappusborsten. Die weißen, leder-, rosa- bis purpurfarbenen Pappusborsten sind mehr oder weniger fein bärtig mit stumpfem bis spitzem oberen Ende.

### Chromosomensätze
Die Chromosomengrundzahl beträgt x = 16 bis 20.

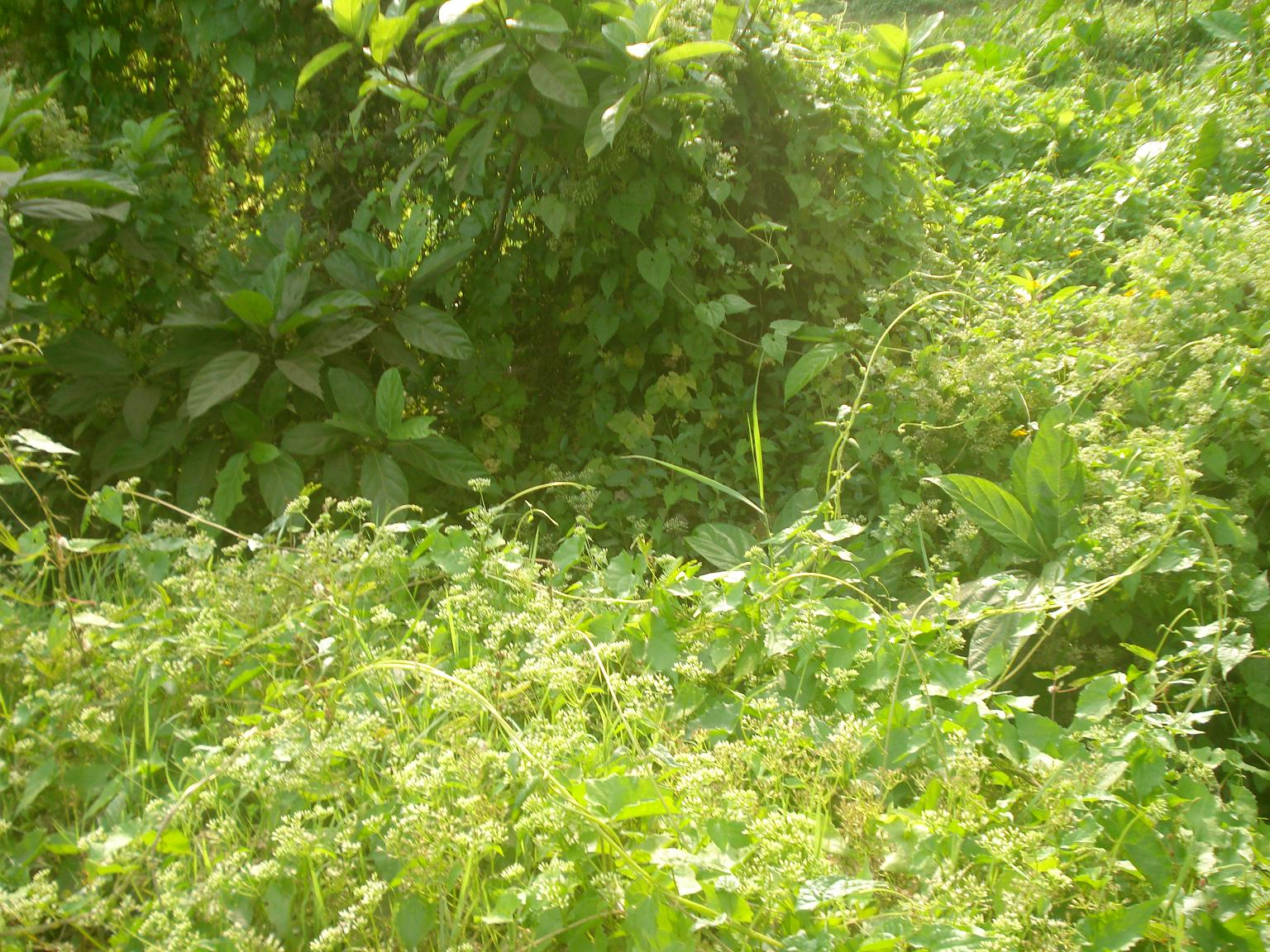
Mikania micrantha als invasive Pflanze

## Verbreitung und Gefährdung
Die Gattung Mikania besitzt eine überwiegend neotropische Verbreitung. Nur neun Arten sind in der Paläotropis beheimatet. Das Zentrum der Artenvielfalt ist mit etwa 200 Arten Brasilien. Nur wenige Arten kommen in gemäßigten Gebieten Nord- und Südamerikas vor. Etwas mehr als 40 Arten kommen auf karibischen Inseln vor. In Mexiko kommen etwa 16 Arten vor. Drei Arten werden kultiviert und sind in vielen Gebieten der Welt Neophyten. Viele Arten besitzen ein kleines Areal. Besonders Mikania micrantha ist in vielen tropischen Gebieten der Welt eine invasive Pflanze, sehr anschaulich nennt man diese Art beispielsweise in Australien sowie Florida „mile-a-minute“. Auch Mikania cordata und Mikania scandens sind in vielen tropischen Gebieten Neophyten.
In der Roten Liste der gefährdeten Arten der IUCN sind zwölf Arten gelistet, sechs davon werden sechs mit „Critically Endangered“ = „vom Aussterben bedroht“ bewertet.

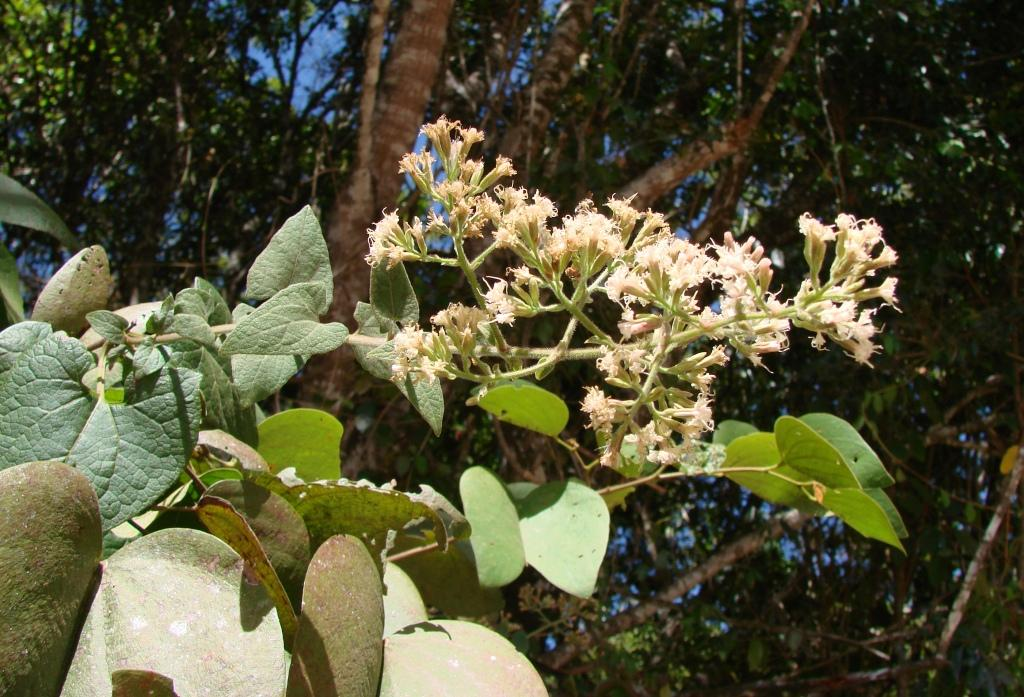
Einfache Laubblätter und Blütenstand von Mikania argyreiae

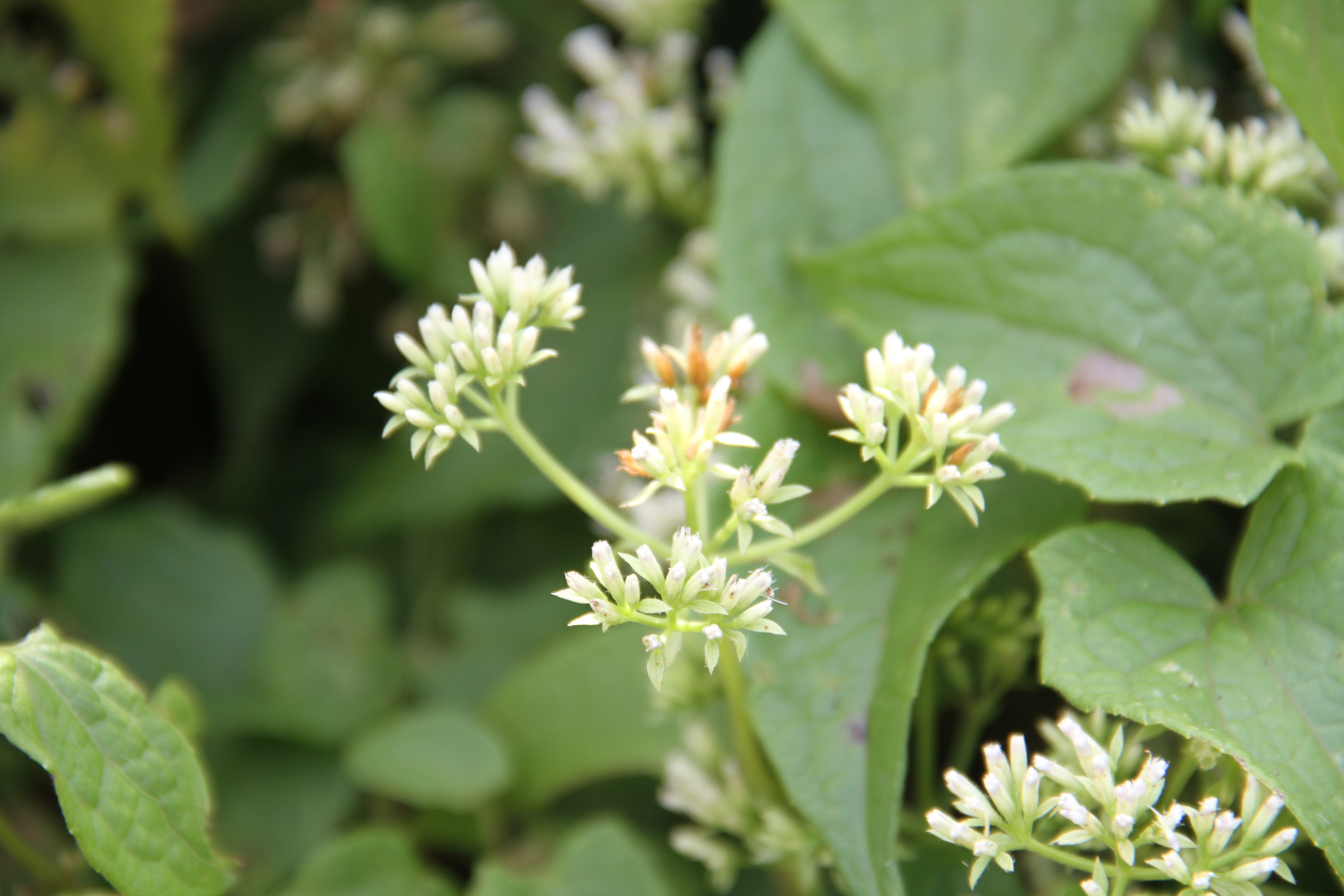
Laubblätter und Blütenstände von Mikania chenopodiifolia

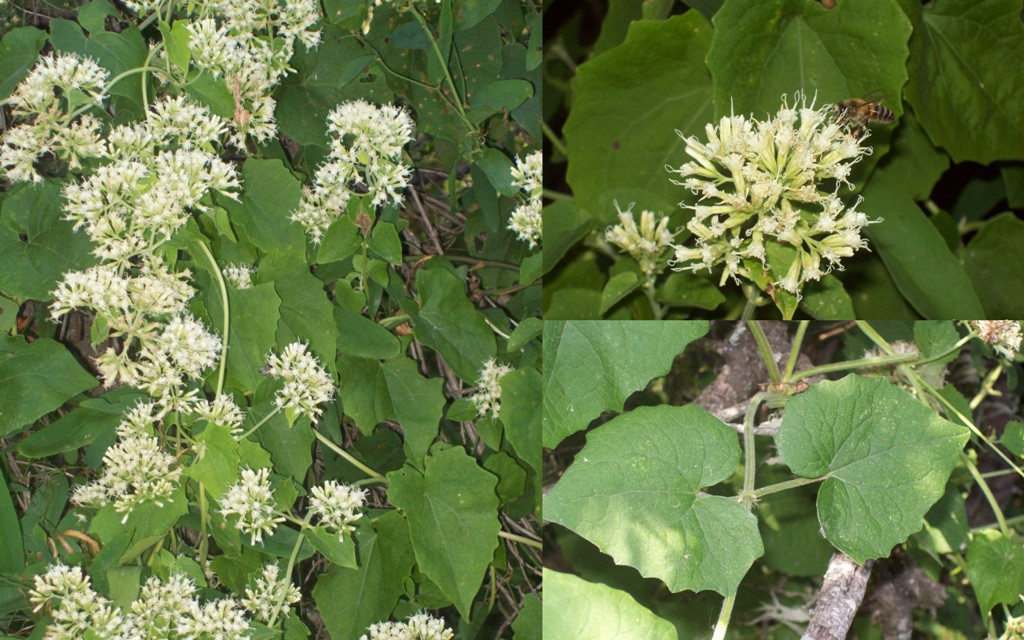
Mikania cordifolia

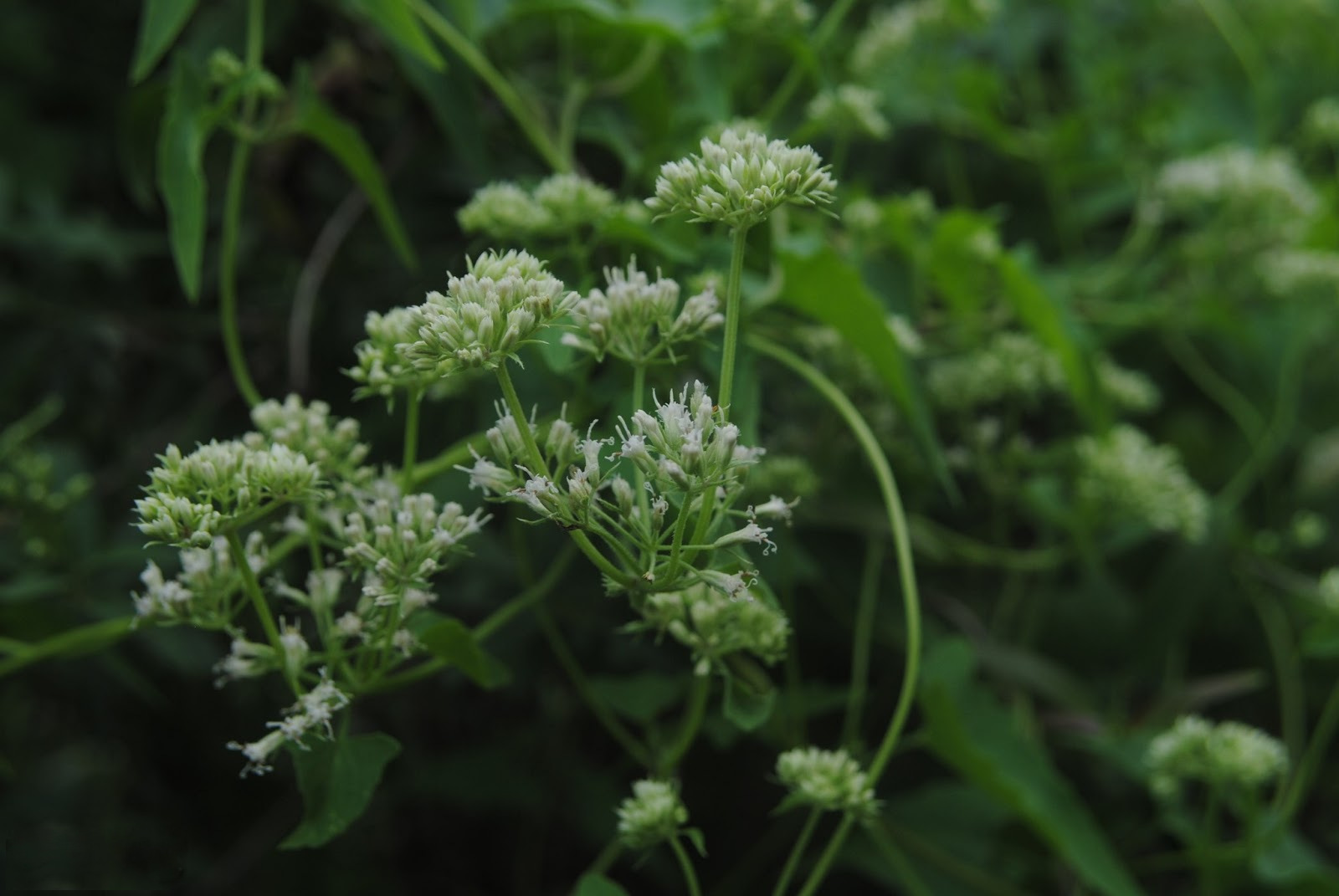
Blütenstände von Mikania cynanchifolia

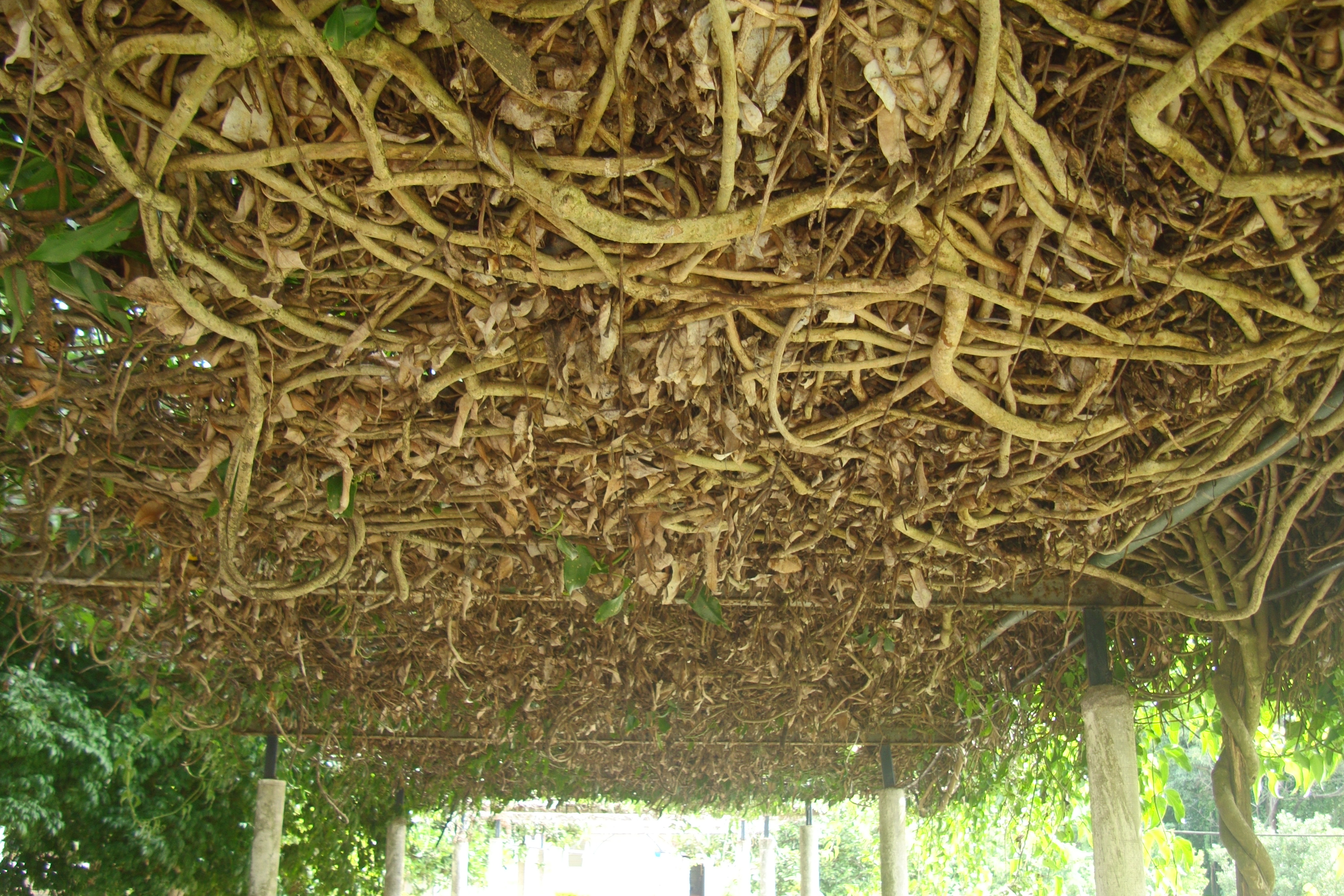
Mikania glomerata als Zierpflanze

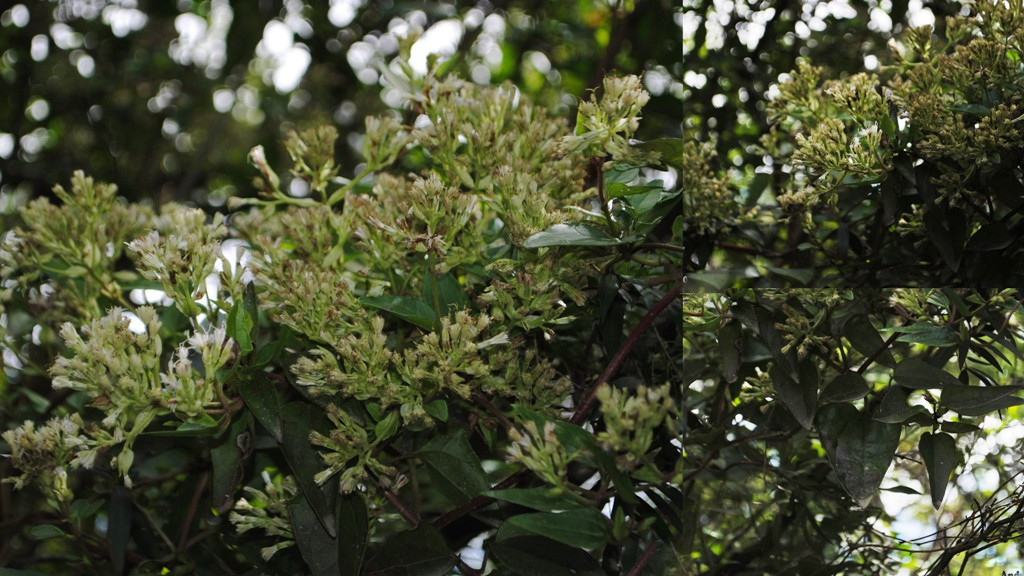
Mikania involucrata

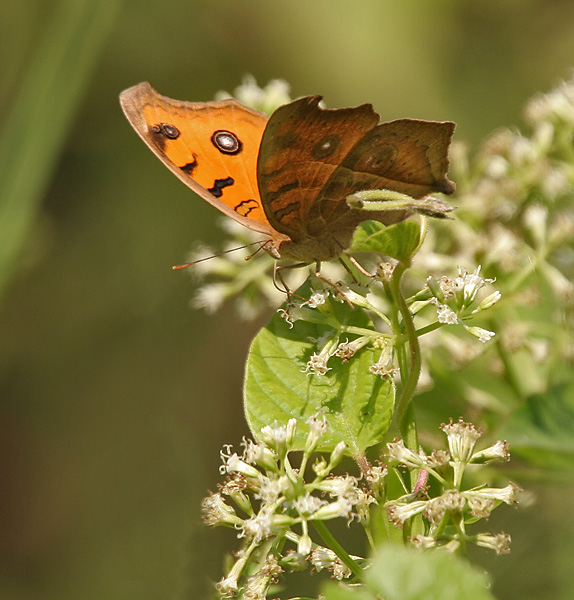
Blütenstand von Mikania micrantha mit Blütenkörbchen und dem Schmetterling Junonia almana als Blütenbesucher

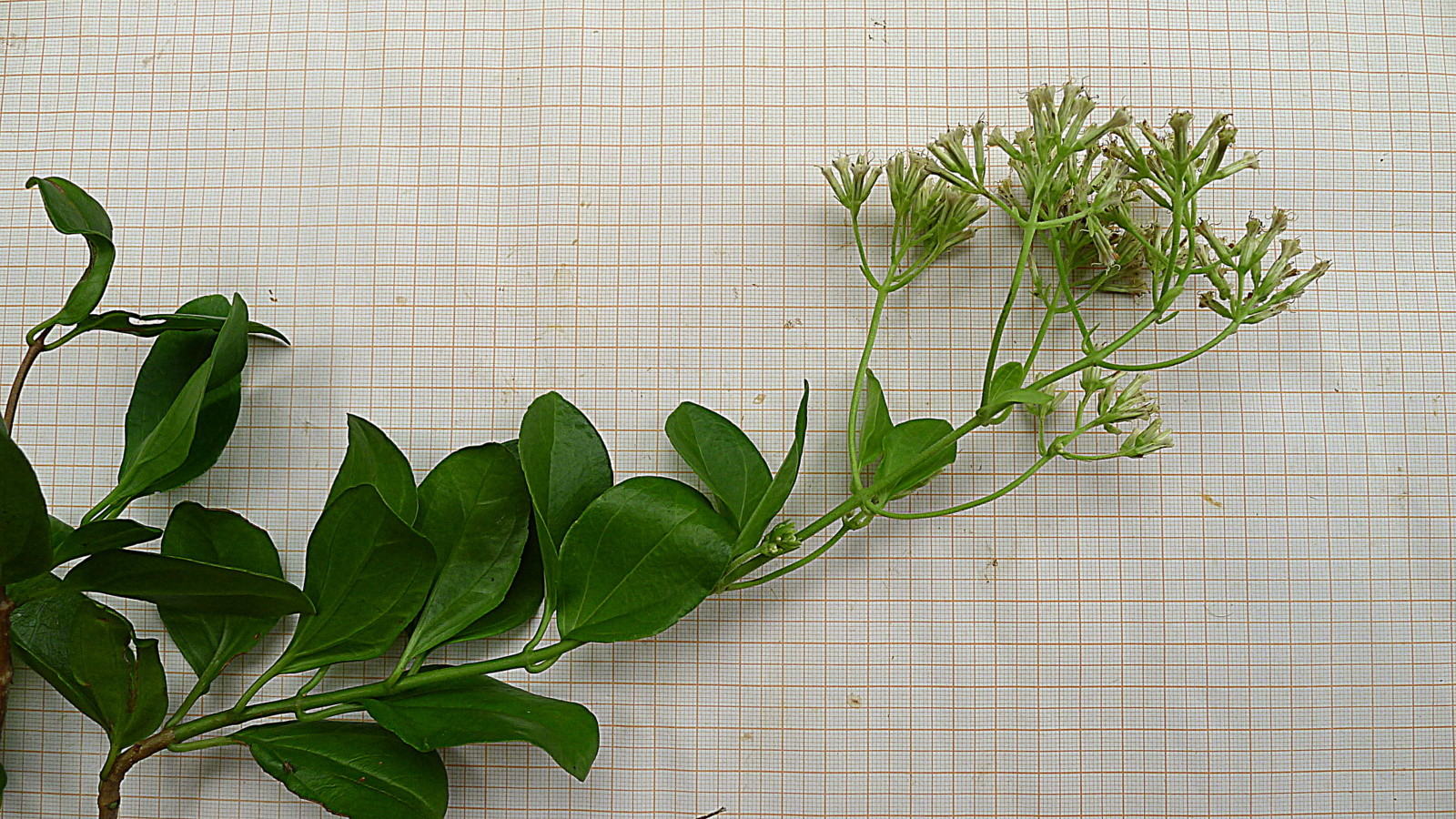
Habitus, gegenständige, einfache Laubblätter und Blütenstand mit Blütenkörbchen von Mikania obovata

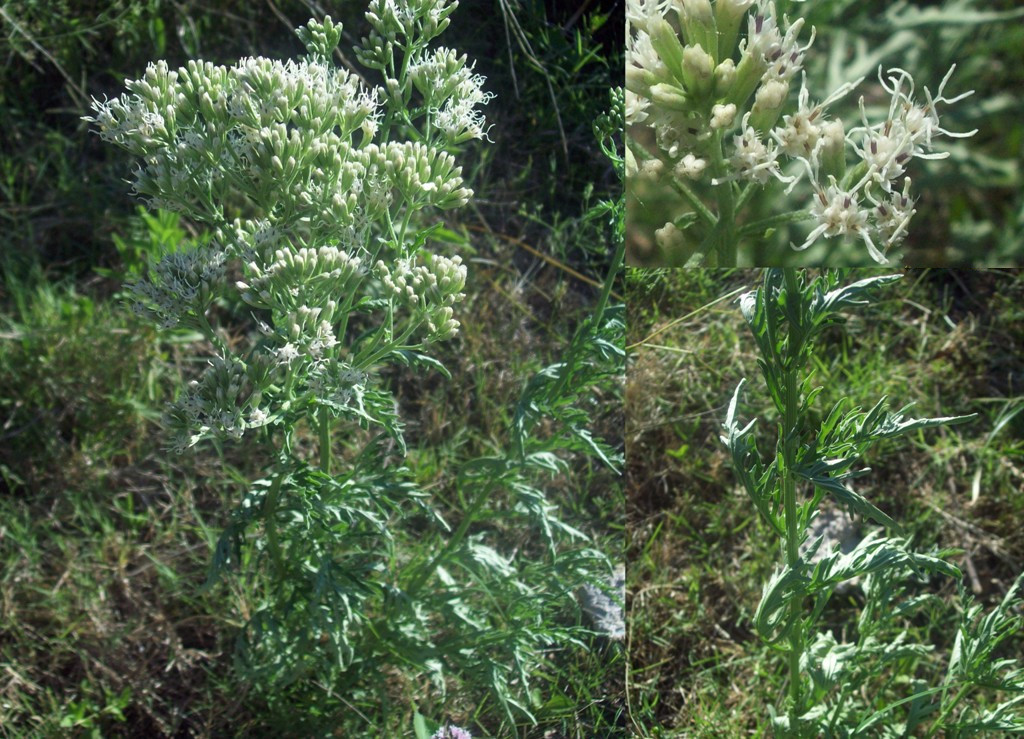
Mikania pinnatiloba

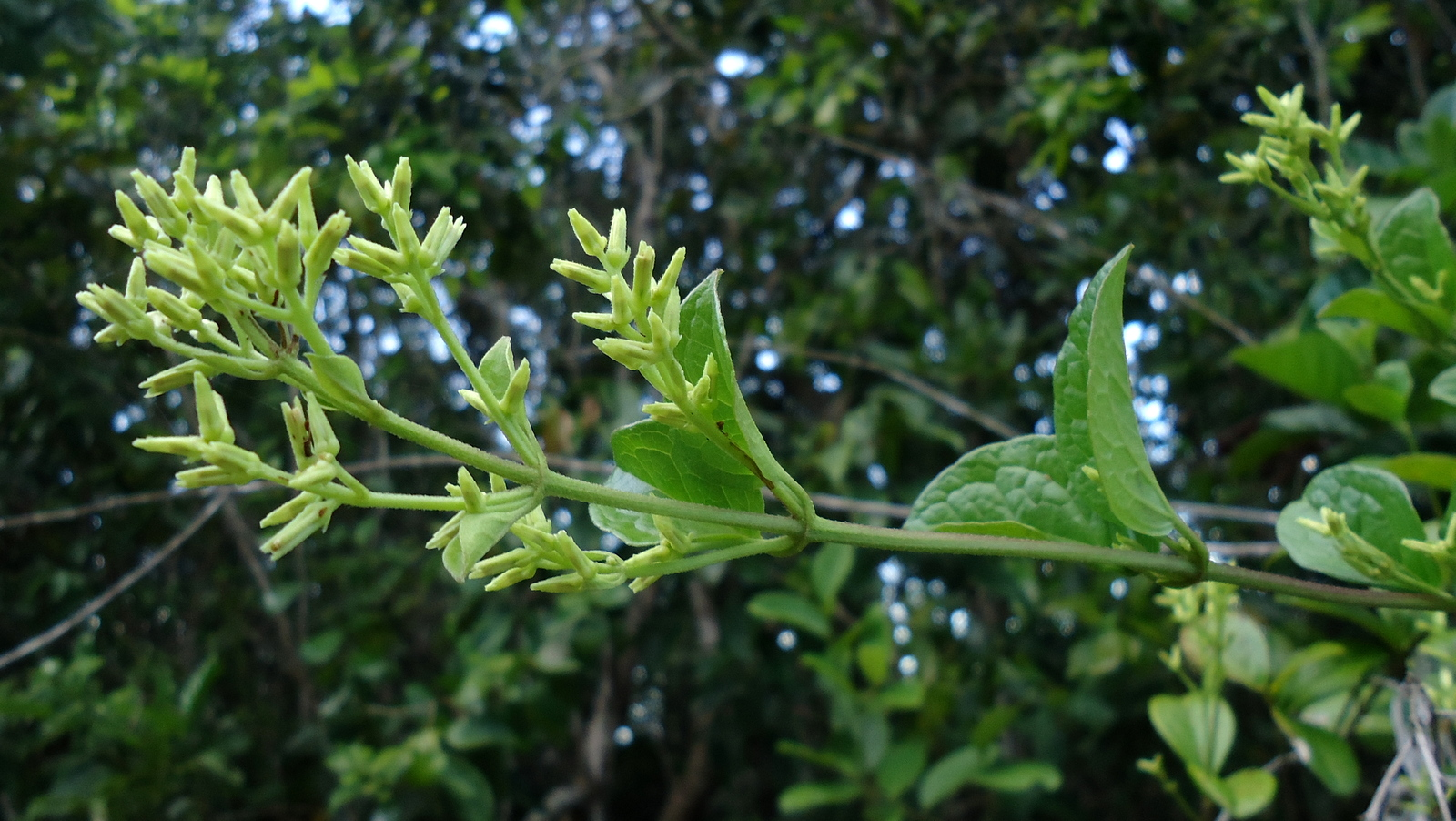
Mikania salzmanniifolia

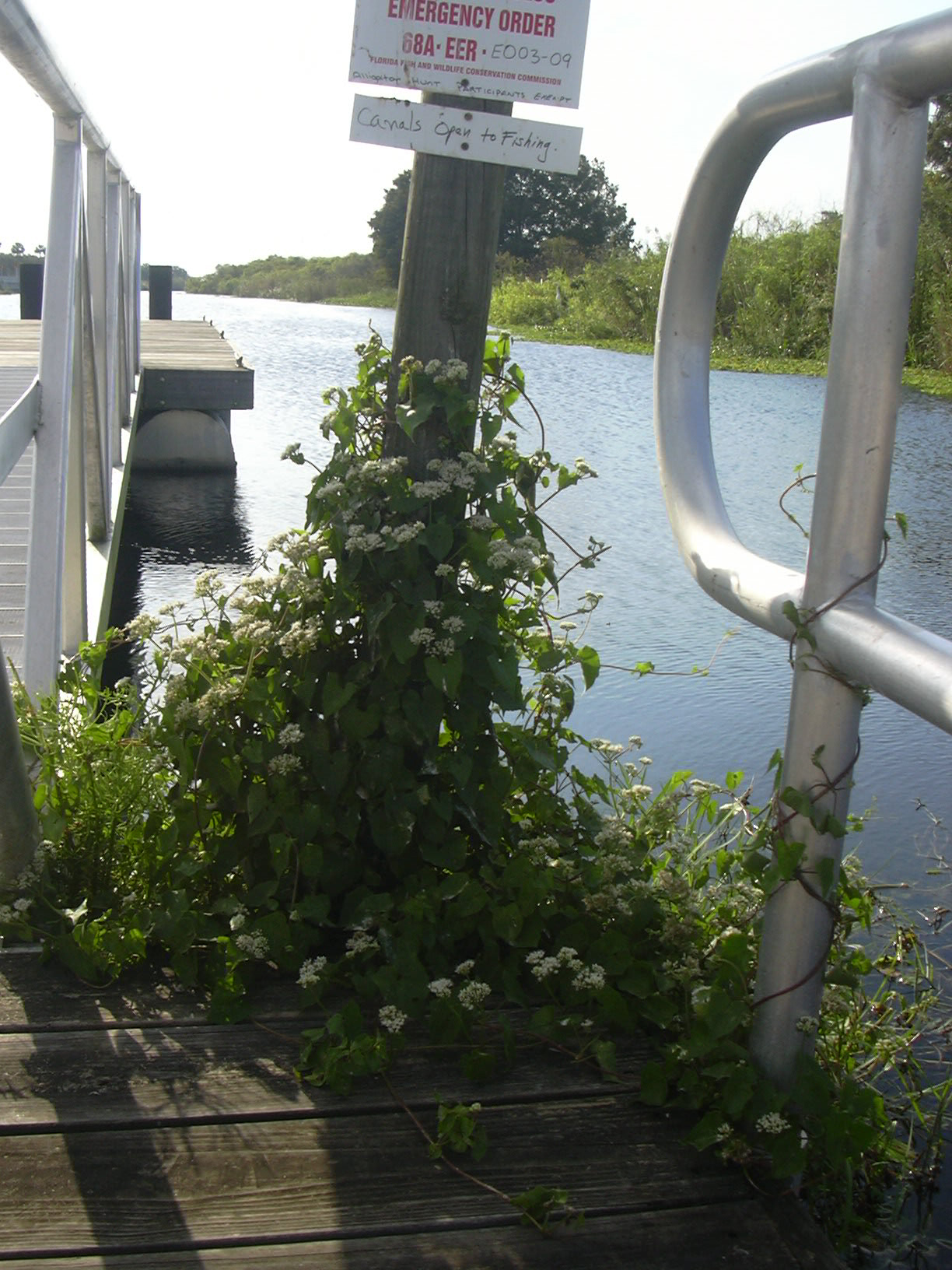
Habitus, einfache Laubblätter und Blütenstände von Mikania scandens als invasive Pflanze

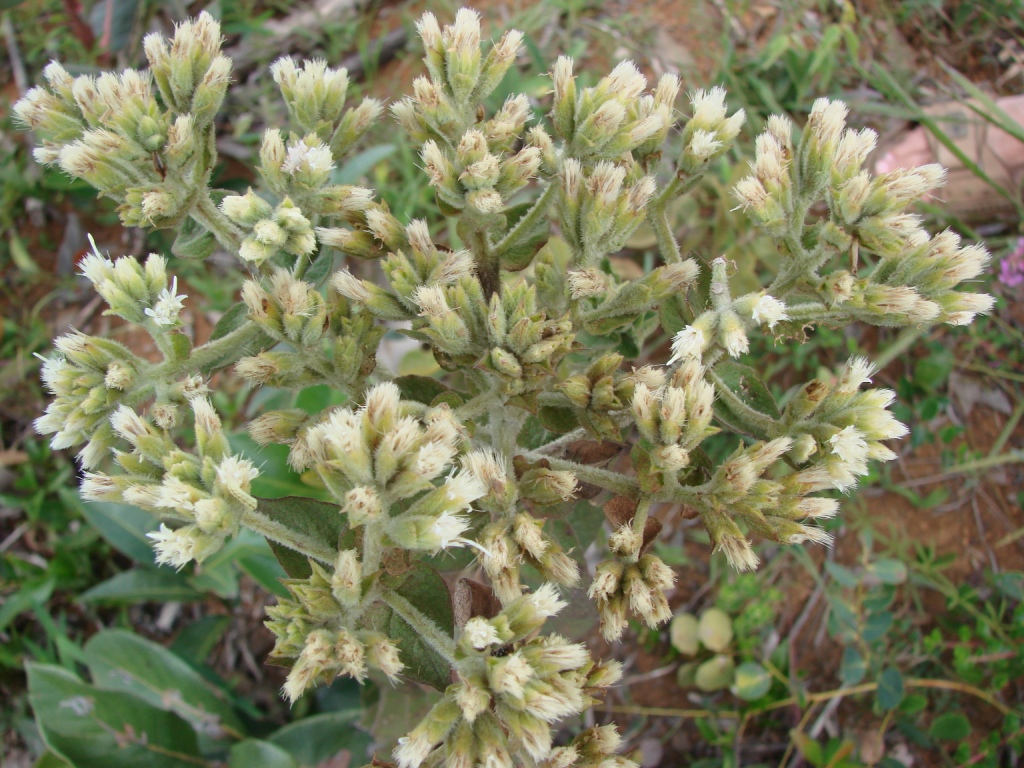
Blütenstand von Mikania sessilifolia

## Systematik
Die Gattung Mikania wurde 1803 durch Carl Ludwig Willdenow aufgestellt. Als Typusart wurde Mikania scandens (L.) Willd. konserviert. Der Gattungsname Mikania ehrt den böhmischen Botaniker Joseph Gottfried Mikan (1743–1814), Professor in Prag, nicht Johann Christian Mikan.
Die Gattung Mikania gehört zur Subtribus Mikaniinae aus der Tribus Eupatorieae in der Unterfamilie Asteroideae innerhalb der Familie Asteraceae.
In der Gattung Mikania gibt es etwa 430 bis 450 Arten:
- Mikania acuminata DC.
- Mikania acutissima Rusby ex B.L.Rob.
- Mikania acutissima Rusby
- Mikania additicia B.L.Rob.
- Mikania alba N.Taylor
- Mikania alexandreae G.M.Barroso
- Mikania allartii B.L.Rob.
- Mikania alvimii R.M.King & H.Rob.
- Mikania ambigens Urb.
- Mikania amblyolepis B.L.Rob.
- Mikania amorimii Borges & Forzza
- Mikania andrei B.L.Rob.
- Mikania anethifolia (DC.) Matzenb.
- Mikania angularis Humb. & Bonpl.
- Mikania angularis Bonpl.
- Mikania anisodora Hassl.
- Mikania aquaria B.L.Rob.
- Mikania araguensis V.M.Badillo
- Mikania arborea Roxb.
- Mikania archeri B.L.Rob.
- Mikania areolata W.C.Holmes & McDaniel
- Mikania argyreiae DC.
- Mikania argyropappa Sch.Bip. ex Baker
- Mikania aristei B.L.Rob.
- Mikania aromatica Oerst.
- Mikania arrojadoi Mattf.
- Mikania arthroclada B.L.Rob.
- Mikania aschersonii Hieron.
- Mikania baccharoidea Rusby
- Mikania bakeri R.M.King & H.Rob.
- Mikania banisteriae DC.: Sie kommt in Costa Rica, Panama, Französisch-Guyana, Guyana, Suriname, Venezuela, Brasilien (in den Bundesstaaten Acre, Amazonas, Federal District, Goias, Minas Gerais, Para), Bolivien, Kolumbien, Ecuador und Peru vor.[12]
- Mikania barahonensis Urb.
- Mikania barrosoana G.M.Barroso ex W.Holmes
- Mikania batatifolia DC.: Sie kommt in Florida, auf den Bahamas und auf Kuba vor.[1]
- Mikania belemii R.M.King & H.Rob.
- Mikania biformis DC.
- Mikania bishopii R.M.King & H.Rob.
- Mikania bogotensis Benth.
- Mikania boomii Pruski
- Mikania brachycarpa Urb.
- Mikania brachyphylla Hieron.
- Mikania bradei B.L.Rob.
- Mikania brevifaucia W.C.Holmes & McDaniel
- Mikania broadwayi B.L.Rob.
- Mikania brunnescens B.L.Rob.
- Mikania buchii Urb.
- Mikania buchtienii B.L.Rob.
- Mikania buddleiaefolia DC.
- Mikania bulbisetifera Cuatrec.
- Mikania bullata B.L.Rob.
- Mikania burchellii Baker
- Mikania cabrerae G.M.Barroso
- Mikania cacerensis G.M.Barroso
- Mikania calcarulata B.L.Rob.
- Mikania caldasana B.L.Rob.
- Mikania callineura Sch.Bip.
- Mikania callineura Sch.Bip. ex Baker
- Mikania campanulata Gardner
- Mikania campii H.Rob. & W.C.Holmes
- Mikania camporum B.L.Rob.
- Mikania campos-portoana G.M.Barroso
- Mikania candolleana Gardner
- Mikania capensis DC.
- Mikania capixaba Borges & Fraga
- Mikania capricorni B.L.Rob.
- Mikania cardiophylla B.L.Rob.
- Mikania carnosa Muschl.
- Mikania carteri Baker
- Mikania casarettoi B.L.Rob.
- Mikania castroi R.M.King & H.Rob.
- Mikania cercifolia W.C.Holmes
- Mikania chaetoloba Pruski
- Mikania chenopodifolia Willd.
- Mikania chenopodiodes Wall.
- Mikania chevalieri (C.D.Adams) W.C.Holmes & McDaniel
- Mikania chimborazensis Hieron. ex Sodiro
- Mikania chlorolepis Baker
- Mikania chocensis B.L.Rob.
- Mikania cipoensis G.M.Barroso
- Mikania citriodora W.C.Holmes
- Mikania clematidea Wall.
- Mikania clematidiflora Rusby ex B.L.Rob.
- Mikania clematidifolia Dusén
- Mikania coarctata Gardner
- Mikania cochabambana B.L.Rob.
- Mikania comarapensis B.L.Rob.
- Mikania concinna Standl. & Steyerm.
- Mikania conferta Gardner
- Mikania confertissima Sch.Bip. ex Baker
- Mikania congesta DC.
- Mikania conglomerata W.C.Holmes & McDaniel
- Mikania cordata (Burm. f.) B.L.Rob.: Sie kommt in den chinesischen Provinzen Hainan sowie südöstliches Yunnan, in Taiwan, Laos, Myanmar, Thailand, Vietnam, Indonesien, Malaysia, Papua-Neuguinea, auf den Philippinen, im westlichen Samoa und auf den Salomonen vor.[12]
- Mikania cordifolia (L. f.) Willd.: Sie kommt in den US-Bundesstaaten Alabama, Florida, Georgia, Louisiana, Mississippi sowie Texas und in Mexiko, Puerto Rico, Belize, El Salvador, Guatemala, Honduras, Panama, Venezuela, Bolivien, Ecuador, Peru sowie Argentinien vor.[12]
- Mikania cordigera W.C.Holmes
- Mikania corei W.C.Holmes & McDaniel
- Mikania corymbiifolia (B.L.Rob.) R.M.King & H.Rob.
- Mikania corymbulosa Benth.
- Mikania crassifolia Hieron.
- Mikania crispiflora Wright
- Mikania cristata B.L.Rob.
- Mikania cuatrecasasii W.C.Holmes
- Mikania cuencana Hieron.
- Mikania cutervensis Hieron.
- Mikania cyanosma Urb. & Ekman
- Mikania cynanchifolia (Baker) Malme
- Mikania daspitii W.Holmes & McDaniel
- Mikania decora Poepp.
- Mikania decumbens Malme
- Mikania dentata G.M.Barroso
- Mikania desmocephala B.L.Rob.
- Mikania dictyophylla B.L.Rob.
- Mikania dictyota B.L.Rob.
- Mikania dioscoreoides (Rusby) B.L.Rob.
- Mikania discifera W.C.Holmes & H.Rob.
- Mikania dissecta Urb. & Ekman
- Mikania diversifolia DC.
- Mikania dodsonii H.Rob. & W.C.Holmes
- Mikania duckei G.M.Barroso
- Mikania dudleyi W.C.Holmes & McDaniel
- Mikania duidensis B.L.Rob.
- Mikania dusenii B.L.Rob.
- Mikania ecuadorensis W.C.Holmes & McDaniel
- Mikania elliptica DC.
- Mikania erioclada DC.
- Mikania eriophora Sch.Bip. ex Hemsl.
- Mikania eriostrepta B.L.Rob.
- Mikania eucosma B.L.Rob.
- Mikania euryanthela (Malme) W.C.Holmes
- Mikania farsiliflora H.Rob. & W.C.Holmes
- Mikania fastuosa Lem.
- Mikania featherstonei B.L.Rob.
- Mikania fendleri Klatt
- Mikania fiebrigii Hieron.
- Mikania filgueirasii R.M.King & H.Rob.
- Mikania filicifolia B.L.Rob.
- Mikania flabellata Rusby ex B.L.Rob.
- Mikania flaccida B.L.Rob.
- Mikania florida Aristeg.
- Mikania fosbergii H.Rob. & W.C.Holmes
- Mikania fragilis Urb.
- Mikania fragrans Klatt
- Mikania fulva (Hook. & Arn.) Baker
- Mikania glabra D.J.N.Hind
- Mikania glandulifera W.C.Holmes & McDaniel
- Mikania glandulosissima W.C.Holmes & D.J.N.Hind
- Mikania glauca Mart. ex Mart.
- Mikania glaziovii Baker
- Mikania gleasonii B.L.Rob.
- Mikania globifera Rusby
- Mikania globifera Rusby ex B.L.Rob.
- Mikania globosa J.M.Coult.
- Mikania glomerata Spreng.: Sie kommt in Brasilien, Argentinien und Paraguay vor.[12]
- Mikania gonzalezii B.L.Rob. & Greenm.
- Mikania goyazensis (B.L.Rob.) R.M.King & H.Rob.
- Mikania gracilipes B.L.Rob.
- Mikania grazielae R.M.King & H.Rob.
- Mikania guaco Kunth: Sie kommt in Mexiko, Belize, Honduras, Nicaragua, Costa Rica, Panama, Kolumbien, Ecuador, Venezuela, Trinidad und Tobago, Französisch-Guayana, Guyana, Suriname, Bolivien, Peru, Brasilien und Paraguay vor.[12]
- Mikania guaranitica Hassl.
- Mikania guilleminii B.L.Rob.
- Mikania gunnarii H.Rob. & W.C.Holmes
- Mikania haenkeana DC.
- Mikania hagei R.M.King & H.Rob.
- Mikania harlingii R.M.King & H.Rob.
- Mikania hartbergii W.C.Holmes
- Mikania hassleriana Chodat
- Mikania hastata (L.) Willd.
- Mikania hastato-cordata Malme
- Mikania hastifolia Baker
- Mikania hatschbachii G.M.Barroso
- Mikania hemisphaerica Sch.Bip. ex Baker
- Mikania hensoldiana Sánchez Vega & M.O.Dillon
- Mikania hesperia B.L.Rob.
- Mikania hexagonocaulis W.C.Holmes & McDaniel
- Mikania hieronymi Sodiro
- Mikania hioramii Britton & B.L.Rob.
- Mikania hitchcockii B.L.Rob.
- Mikania hoehnei B.L.Rob.
- Mikania hoffmanniana Dusén ex Malme
- Mikania holmesiana Pruski
- Mikania holwayana B.L.Rob.
- Mikania hookeriana DC.: Sie kommt im südlichen Mexiko, auf Inseln in der Karibik, in Mittelamerika und im nördlichen und westlichen Südamerika vor.[12]
- Mikania hotteana Urb. & Ekman
- Mikania houstonioides H.Rob. & W.C.Holmes
- Mikania huanucoensis W.C.Holmes & McDaniel
- Mikania iltisii R.M.King & H.Rob.
- Mikania incasina B.L.Rob.
- Mikania infesta B.L.Rob.
- Mikania inornata B.L.Rob.
- Mikania involucrata Hook. & Arn.
- Mikania iquitosensis B.L.Rob.
- Mikania iserniana Cuatrec.
- Mikania itambana Gardner
- Mikania jamaicensis B.L.Rob.
- Mikania jamesonii B.L.Rob.
- Mikania javitensis V.M.Badillo
- Mikania jeffreyi D.J.N.Hind
- Mikania jelskii Hieron.
- Mikania joergensenii B.L.Rob.
- Mikania johnstonii B.L.Rob.
- Mikania jujuyensis Cabrera
- Mikania juninensis W.C.Holmes & McDaniel
- Mikania killipii B.L.Rob.
- Mikania kleiniana Cabrera
- Mikania klugii B.L.Rob.
- Mikania kubitzkii R.M.King & H.Rob.
- Mikania laevigata Sch.Bip. ex Baker
- Mikania lagoensis Baker
- Mikania lanata Sch.Bip.
- Mikania lancifolia B.L.Rob.
- Mikania lasiandrae DC.
- Mikania lasiopoda B.L.Rob.
- Mikania latifolia Sm.: Sie kommt auf den Inseln der Karibik Barbados, Martinique, Dominica, Guadeloupe, Montserrat, St. Vincent und die Grenadinen und St. Lucia vor.[12]
- Mikania laurifolia (L. f.) Willd.
- Mikania lawrancei B.L.Rob.
- Mikania lehmannii Hieron.
- Mikania leiolaena DC.
- Mikania leiostachya Benth.
- Mikania lepidophora Urb.
- Mikania leptotricha Baker
- Mikania leucophylla (Rusby) B.L.Rob.
- Mikania ligustrifolia DC.
- Mikania lindbergii Baker
- Mikania lindleyana DC.
- Mikania linearifolia DC.
- Mikania lloensis Hieron.
- Mikania longiacuminata (Rusby) Rusby
- Mikania longicarpa W.C.Holmes
- Mikania longiflora (Rusby) B.L.Rob.
- Mikania longipes Baker
- Mikania lucida S.F.Blake
- Mikania luetzelburgii Mattf.
- Mikania lundiana DC.
- Mikania lutescens B.L.Rob.
- Mikania macdanielii W.C.Holmes
- Mikania macedoi G.M.Barroso
- Mikania malacolepis B.L.Rob.
- Mikania marahuacensis Steyerm. & Maguire
- Mikania marinii Cabrera
- Mikania matezkii H.Rob. & W.C.Holmes
- Mikania mattos-silvae R.M.King & H.Rob.
- Mikania mazanensis W.C.Holmes & McDaniel
- Mikania mazaruniensis W.C.Holmes & McDaniel
- Mikania megalophylla W.C.Holmes & McDaniel
- Mikania mendocina Phil.
- Mikania micayensis B.L.Rob.
- Mikania michelangeliana Steyerm.
- Mikania micrantha Kunth: Sie kommt ursprünglich in Mexiko, in Mittelamerika, auf Karibischen Inseln und in Südamerika vor und ist im tropischen Asien, in China, Queensland, auf Mauritius, Réunion, Ascension, auf den Salomonen, dem Chagos-Archipel und zahlreichen Inseln im Pazifik ein Neophyt.[12]
- Mikania microcephala DC.
- Mikania microdonta DC.
- Mikania microlepis Baker
- Mikania microphylla Sch.Bip. ex Baker
- Mikania microptera DC.
- Mikania millei B.L.Rob.
- Mikania minima (Baker ex Baker) B.L.Rob.
- Mikania monagasensis V.M.Badillo
- Mikania montana B.L.Rob.
- Mikania montverdensis Proctor
- Mikania morii R.M.King & H.Rob.
- Mikania mosenii Malme
- Mikania mossambicensis Steetz
- Mikania multinervia Turcz.
- Mikania myriocephala DC.
- Mikania nana W.C.Holmes
- Mikania natalensis DC.
- Mikania neblinensis Aristeg.
- Mikania neei W.C.Holmes
- Mikania nelsonii D.J.N.Hind
- Mikania neurocaula DC.
- Mikania nigricans Gardner
- Mikania nigropunctulata Hieron.
- Mikania nodulosa Sch.Bip.
- Mikania nummularia DC.
- Mikania oblongifolia DC.
- Mikania obovata DC.
- Mikania obsoleta (Vell.) G.M.Barroso
- Mikania obtusata DC.
- Mikania ochroleuca B.L.Rob.
- Mikania officinalis Mart.
- Mikania oliveirae R.Esteves & Capel
- Mikania ollgaardii H.Rob. & W.C.Holmes
- Mikania oopetala Urb. & Nied.
- Mikania oreimeles B.L.Rob.
- Mikania oreophila M.R.Ritter & Miotto
- Mikania oreopola B.L.Rob.
- Mikania orleansensis Hieron.
- Mikania ovalis (Kuntze) Griseb.: Sie kommt nur auf Martinique, Guadeloupe und Dominica vor.[12]
- Mikania oxylepis Sch.Bip. ex Baker
- Mikania pacei W.C.Holmes
- Mikania pachychaeta (Baker) G.M.Barroso
- Mikania pachydictya B.L.Rob.
- Mikania pachyphylla Urb.
- Mikania palmata Pruski & W.C.Holmes
- Mikania palustris (Gardner) R.M.King & H.Rob.
- Mikania paniculata DC.
- Mikania pannosa Baker
- Mikania papillosa Klatt
- Mikania paranahybensis G.M.Barroso
- Mikania paranensis Dusén
- Mikania parvicapitulata Hieron.
- Mikania parviflora (Aubl.) Karsten (Syn. Mikania amara (Vahl) Willd.): Sie kommt in Venezuela, Guayana, Französisch-Guayana, Suriname und in Brasilien vor.[12]
- Mikania parvifolia Baker
- Mikania paucifolia W.C.Holmes
- Mikania pendula W.C.Holmes & McDaniel
- Mikania pennellii B.L.Rob.
- Mikania periplocifolia Hook. & Arn.
- Mikania pernambucensis Gardner
- Mikania perstipulata W.C.Holmes
- Mikania petrina Standl. & Steyerm.
- Mikania phaeoclados Mart.
- Mikania pichinchensis Hieron.
- Mikania pilcomayensis (Hassl.) B.L.Rob.
- Mikania pinnatiloba DC.
- Mikania pittieri B.L.Rob.
- Mikania platyloba Urb. & Ekman
- Mikania pohliana Sch.Bip. ex Baker
- Mikania pohlii (Baker) R.M.King & H.Rob.
- Mikania polycephala Urb. & Nied.
- Mikania polychaeta Urb.
- Mikania popayanensis Hieron.
- Mikania populifolia Gardner
- Mikania porosa Urb.
- Mikania premnifolia Gardner
- Mikania producta Urb. & Ekman
- Mikania pruskii H.Rob. & W.C.Holmes
- Mikania pseudogracilis R.M.King & H.Rob.
- Mikania pseudohoffmanniana G.M.Barroso ex W.Holmes
- Mikania pseudomicrocephala R.M.King & H.Rob.
- Mikania pseudorimachii W.C.Holmes & McDaniel
- Mikania psilostachya DC.
- Mikania psylobothrya Sodiro ex H.Rob. & W.C.Holmes
- Mikania pterocaula Sch.Bip. ex Klatt
- Mikania pteropoda DC.
- Mikania punctata Gardner
- Mikania purpurascens (Baker) R.M.King & H.Rob.
- Mikania pycnadenia B.L.Rob.
- Mikania pyramidata Donn.Sm.
- Mikania ramosissima Gardner
- Mikania ranunculifolia A.Rich.
- Mikania reticulata Gardner
- Mikania reticulosa Wright
- Mikania retifolia Sch.Bip.
- Mikania reynoldsii W.C.Holmes
- Mikania rhomboidea Urb. & Ekman
- Mikania rimachii W.C.Holmes & McDaniel
- Mikania rimachioides H.Rob. & W.C.Holmes
- Mikania rimbacioides H.Rob. & W.C.Holmes
- Mikania riparia Greenm. ex B.L.Rob.
- Mikania rondonensis V.M.Badillo
- Mikania rothii G.M.Barroso
- Mikania rotunda Griseb.
- Mikania rubella Lingelsh.
- Mikania rufa Benth.
- Mikania rufescens Sch.Bip. ex Baker
- Mikania rugosa B.L.Rob.
- Mikania rusbyi B.L.Rob.
- Mikania sagittifera B.L.Rob.
- Mikania salicifolia Hassl.
- Mikania saltensis Hieron.
- Mikania salviaefolia Gardner
- Mikania salzmanniifolia DC.
- Mikania santosii R.M.King & H.Rob.
- Mikania sarcodes Baker
- Mikania scabrida Baker
- Kletter-Mikanie (Mikania scandens (L.) Willd.): Sie kommt in den Vereinigten Staaten, auf den Bahamas und im nördlichen Mexiko vor.[12]
- Mikania schenckii Hieron.
- Mikania schultzii B.L.Rob.
- Mikania seemannii B.L.Rob.
- Mikania selloi Spreng.
- Mikania sericea Hook. & Arn.
- Mikania sessilifolia DC.
- Mikania setigera Sch.Bip. ex Baker
- Mikania shushunensis W.C.Holmes & McDaniel
- Mikania siambonensis Hieron.
- Mikania simpsonii W.C.Holmes & McDaniel
- Mikania smaragdina Dusén ex Malme
- Mikania smilacina DC.
- Mikania smithii B.L.Rob.
- Mikania solidinervia V.M.Badillo
- Mikania sparrei H.Rob. & W.C.Holmes
- Mikania speciosa DC.: Sie kommt in Bolivien, Ecuador und Peru vor.[12]
- Mikania sprucei Baker
- Mikania steinbachii B.L.Rob.
- Mikania stenomeres B.L.Rob.
- Mikania stenophylla W.C.Holmes
- Mikania stevensiana Britton
- Mikania steyermarkii R.M.King & H.Rob.
- Mikania stipulacea (Vahl) Willd.
- Mikania stipulifera L.O.Williams
- Mikania stuebelii Hieron.
- Mikania stygia B.L.Rob.
- Mikania stylosa Gardner
- Mikania subverticillata Sch.Bip. ex Baker
- Mikania summinima W.C.Holmes
- Mikania sushuensis W.C.Holmes & McDaniel
- Mikania swartziana Griseb.
- Mikania sylvatica Klatt
- Mikania szyszylowiczii Hieron.
- Mikania tafallana Kunth
- Mikania tambillensis Hieron.
- Mikania tehuacanensis W.C.Holmes
- Mikania teixeirae R.M.King & H.Rob.
- Mikania tenella W.C.Holmes
- Mikania tepuiensis V.M.Badillo
- Mikania ternifolia DC.
- Mikania testudinaria DC.
- Mikania thapsoides DC.
- Mikania thyrsoidea Baker
- Mikania tonduzii B.L.Rob.
- Mikania triangularis Baker
- Mikania trichodes B.L.Rob
- Mikania trichophila DC.
- Mikania trifolia (Rusby) Sch.Bip. ex B.L.Rob.
- Mikania trimeria W.C.Holmes & McDaniel
- Mikania trinervis Hook. & Arn.
- Mikania trinitaria DC.
- Mikania tripartita Urb. & Nied.
- Mikania triphylla Spreng. ex Baker
- Mikania tristachya W.C.Holmes
- Mikania troyana Urb.
- Mikania turbaricola W.C.Holmes & McDaniel
- Mikania tysonii R.M.King & H.Rob.
- Mikania ulei Hieron.
- Mikania urcuensis H.Rob. & W.C.Holmes
- Mikania urticaefolia Hook. & Arn.
- Mikania variabilis Gardner
- Mikania variifolia Hieron.
- Mikania vaupesensis W.C.Holmes & McDaniel
- Mikania vauthieriana Baker
- Mikania venosa Alain
- Mikania verapazensis R.M.King & H.Rob.
- Mikania viminea DC.
- Mikania violaefolia Cuatrec.
- Mikania violascens (B.L.Rob.) R.M.King & H.Rob.
- Mikania virgata B.L.Rob.
- Mikania vismiaefolia DC.
- Mikania vitifolia DC.
- Mikania warmingii Sch.Bip. ex Baker
- Mikania weberbaueri Hieron.
- Mikania websteri H.Rob. & W.C.Holmes
- Mikania werdermannii B.L.Rob.
- Mikania williamsii B.L.Rob.
- Mikania woytkowskii W.C.Holmes & McDaniel
- Mikania wurdackii Pruski & W.C.Holmes
- Mikania yanacochensis H.Rob. & W.C.Holmes
- Mikania zamorae H.Rob. & W.C.Holmes

Einige früher in Mikania eingeordnete Arten, wie die als Zimmerpflanze verwendete Mikania ternata, gehören heute zur Gattung Calea L. in der Tribus Neurolaeneae.

## Nutzung
Sorten einiger Arten werden als Zierpflanzen in Parks und Gärten verwendet.
Mikania cordifolia, Mikania glomerata, Mikania guaco und Mikania laevigata werden unter den Trivialnamen guaco, guace, bejuco de finca, cepu, liane Francois, matafinca, vedolin, cipó caatinga, huaco, erva das serpentes, coração de Jesus, erva-de-cobra oder guaco-de-cheiro als beliebte Heilkräuter in der Volksmedizin verwendet. Bei Mikania glomerata und Mikania laevigata wurden die medizinischen Wirkungen untersucht.